# 大衛·倫伯傑
大衛·吉爾伯特·倫伯傑（英語：David Gilbert Luenberger，1937年9月16日—）是一名美國數學科學家，以他的研究和著重於最佳化的教科書而聞名。他是史丹佛大學的管理科學系與工程學系教授。

## 生平
倫伯傑是1967年經濟系統工程學系的最初創始人之一，並擔任該系主任達11年之久。他在大學當了50年的教授，並於2013年9月退休。
倫伯傑在系統和最佳控制、最佳化、微觀經濟學和金融工程方面發表了70多篇文章，他的《投資科學》一書被金融學者和從業人員廣泛規定和引用。
倫伯傑在1959年獲得加州理工學院的電機工程系學士學位，並在1963年獲得史丹佛大學的電機工程系博士學位。在他的論文中，倫伯傑介紹了構建狀態觀測器的新方法，著名的倫伯傑觀測器即是以他的名字命名。

## 外部連結
- Stanford homepage （页面存档备份，存于）
- investmentscience.com （页面存档备份，存于）
- Biography of David Luenberger （页面存档备份，存于） from the Institute for Operations Research and the Management Sciences